# Parti démocratique des Macédoniens
Le Parti démocratique des Macédoniens (en serbe cyrillique : Демократска партија Македонаца ; en serbe latin : Demokratska partija Makedonaca ; en abrégé : DPM) est un parti politique serbe créé en 2004. Il a son siège à Pančevo et est présidé par Mile Spirovski.
Il s'est donné comme mission de défendre les intérêts des Macédoniens de Serbie.

## Activités électorales
Lors des élections législatives serbes de 2012, le Parti démocratique des Macédoniens a participé à la coalition Donnons de l'élan à la Serbie, emmenée par Tomislav Nikolić, qui était alors président du Parti progressiste serbe (SNS). Le président du parti, Mile Spirovski, a été élu député à l'Assemblée nationale de la République de Serbie et est membre du groupe parlementaire du SNS.